# بويبلا ديل سيلفادور
بلدية بويبلا ديل سيلفادور (بالإسبانية: Puebla del Salvador)‏، هي إحدى بلديات مقاطعة قونكة إحدى مقاطعات إسبانيا، و التي تقع في منطقة قشتالة لا منتشا وسط البلاد، و المائلة لجهة الشرق من إسبانيا.
يبلغ عدد سكانها 269 نسمة وفقاً لإحصائية سنة (2007).